# Sewen
Sewen é uma comuna francesa na região administrativa de Grande Leste, no departamento Alto Reno. Estende-se por uma área de 21,56 km². Em 2010 a comuna tinha 509 habitantes (densidade: 23,6 hab./km²).